# Кнуд V (король Дании)
Кнуд V Магнуссен (дат. Knud 5., 1129 – 9 августа 1157, Роскилле) — король Дании с 1146 года. Соправитель Свена III и Вальдемара I. Убит людьми Свена во время так называемого «Кровавого пиршества» в Роскилле.

## Биография
Кнуд родился около 1129 года. Он был внуком датского короля Нильса и сыном Магнуса Сильного, претендовавшего на трон Швеции. После отречения от престола короля Эрика III в 1146 году феодалы Ютландии провозгласили его новым монархом, в то время как знать Зеландии и Сконе поддерживали претензии его троюродного брата и соперника Свена III. 
Кнуд пытался выбить Свена из Зеландии, но безуспешно. В 1147 году оба короля объединились, чтобы провести крестовый поход против славян, который, однако, закончился их новой ссорой. Свен и его двоюродный брат, герцог Вальдемар, разбили силы Кнуда в Ютландии в 1150 году, и король бежал к своему тестю Сверкеру I Шведскому. Кнуд попытался вернуть себе власть с помощью императора Священной Римской империи Фридриха I Барбароссы. В результате достигнутого в 1152 году компромисса он стал соправителем Свена III. Однако Свен продолжал претендовать на единоличную власть над Данией.
Секретный союз Кнуда V с герцогом Вальдемаром (сын Кнуда Лаварда, убитого отцом Кнуда V) и королём Сверкером вынудил Свена III бежать из страны в 1154 году. Кнуд и Вальдемар стали вместе править Данией. В 1157 году началась новая междоусобица, по итогам которой Кнуд стал правителем Зеландии, но во время празднования по случаю заключения мира в Роскилле был убит, вероятно, воинами Свена III.

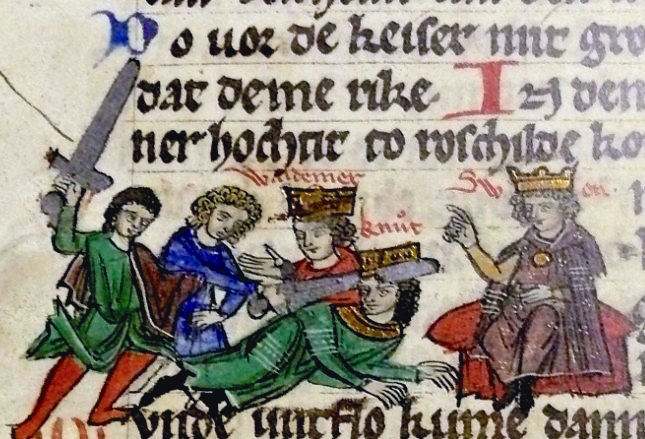
"Кровавый пир в Роскилле".

Вальдемар женился на единоутробной сестре Кнуда V Софии Минской и отомстил Свену в том же году, убив его в битве при Грате-Хеде. После этого Вальдемар стал единоличным правителем Дании.

## Дети
Не более чем за год до смерти Кнуд женился на Хелене Шведской, но у них не было детей. Кнуд был отцом нескольких внебрачных детей:
- Святой Нильс Орхусский (умер в 1180 году), стал монахом[3]
- Кнуд[3].
- Вальдемар; епископ Шлезвига и принц-архиепископ Бремена.
- Бригитта (или Ютта); вышла замуж за Бернхарда Саксонского.
- Хильдегарда; вышла замуж за Яромара I, князя Рюгена.